# Hydrasterias
Genre
Hydrasterias est un genre d'étoile de mer de la famille des Pedicellasteridae.

## Liste des genres
Selon World Register of Marine Species (19 janvier 2015) :
- Hydrasterias improvisus (Ludwig, 1905) -- Australie (îles Cocos)
- Hydrasterias ophidion (Sladen, 1889) -- Caraïbes
- Hydrasterias sacculata McKnight, 2006 -- Nouvelle-Zélande
- Hydrasterias sexradiata (Perrier, in Milne-Edwards, 1882) -- Atlantique central
- Hydrasterias tasmanica McKnight, 2006 -- Nouvelle-Zélande